# Дювержье де Оранн, Проспер
Проспе́р Дювержье́ де Ора́нн (1798—1881) — французский политический деятель и писатель, член французской академии.

## Деятельность
Начал свою деятельность сотрудничеством в «Globe» вместе с Гизо и Росси и скоро занял видное положение в партии доктринеров. Избранный в 1831 году в палату депутатов, он деятельно защищал политику консервативного министерства. Вскоре его взгляды резко изменились: с 1837 года он сделался активным участником либеральной оппозиции.
В 1838 году он издал книгу «Principes du gouvernement représentatif et leur application», заключавшую в себе систематическое развитие положения: «король царствует, но не управляет». Он был одним из руководителей парламентской коалиции, низвергнувшей Моле в 1839 году. К этому времени относится сближение его с Тьером.
В 1846 году он издал имевший огромный успех памфлет «La Réforme parlementaire et la réforme électorale» и был одним из организаторов так называемой кампании банкетов, которая немало содействовала подготовке февральской революции (впрочем, вопреки намерениям Дювержье).
В учредительном собрании 1848 года он примкнул к антиреспубликанской правой. В законодательном собрании он вместе с орлеанистами восставал против политики Луи Наполеона, 2 декабря 1851 года был арестован и после пятинедельного заключения изгнан из Франции, куда смог возвратиться лишь осенью 1852 года.
Обширный исторический труд его «Histoire du gouvernement parlementaire en France de 1814 à 1848» вышел в свет в 1857—1873 годах. В эпоху президентства Тьера Дювержье примкнул к консервативной республике. В 1876 году он выдвигал свою кандидатуру в сенат, но потерпел неудачу. Он написал несколько театральных пьес, а также ряд журнальных статей, появившихся в «Revue des Deux Mondes».